# Neum

Karte der Region

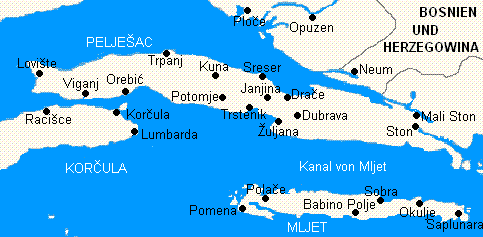
Die zu Kroatien gehörende Halbinsel Pelješac und die Bucht von Neum

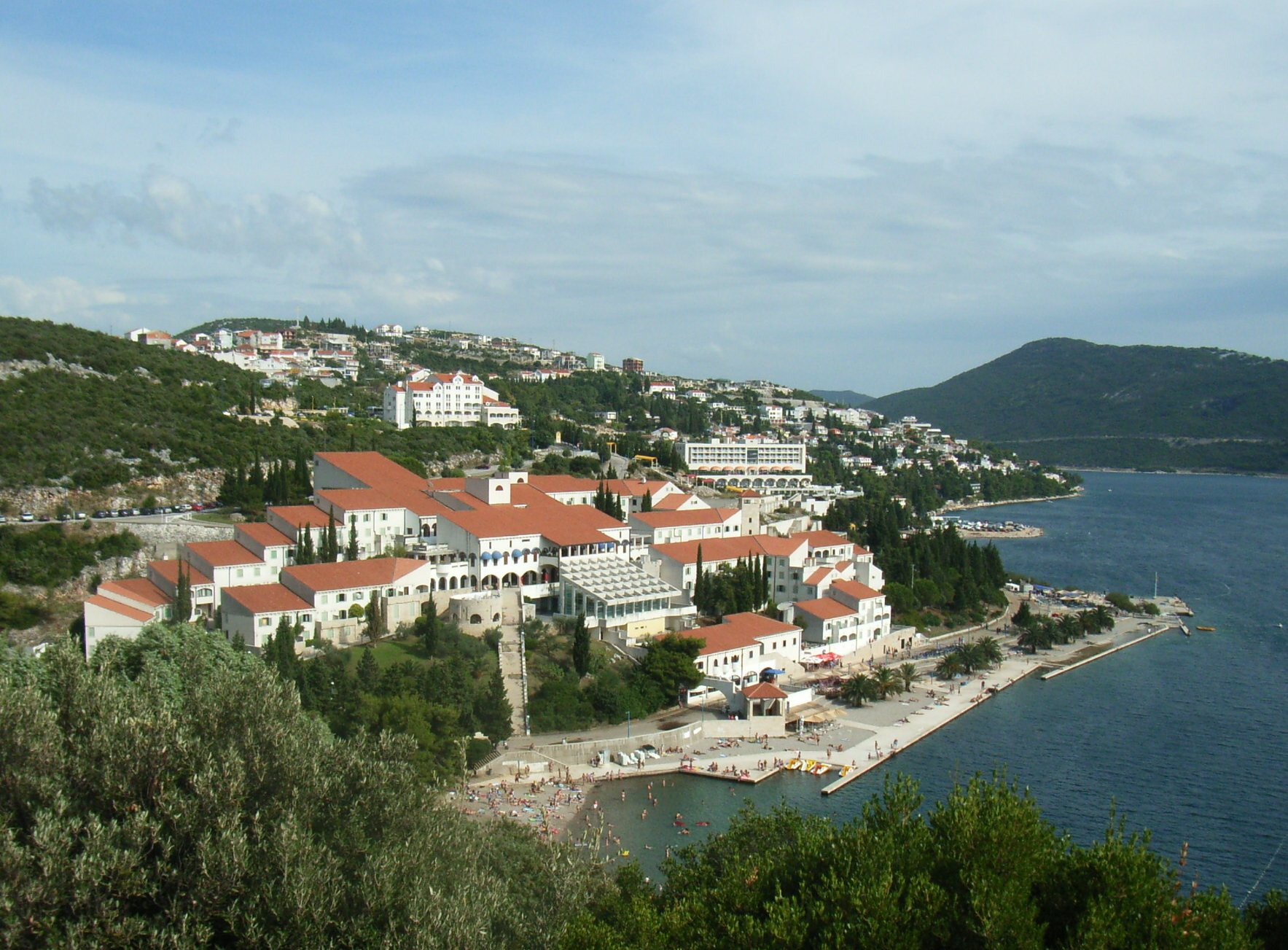
Bucht bei Neum: Zu sehen ist rechts die Halbinsel, links das Festland

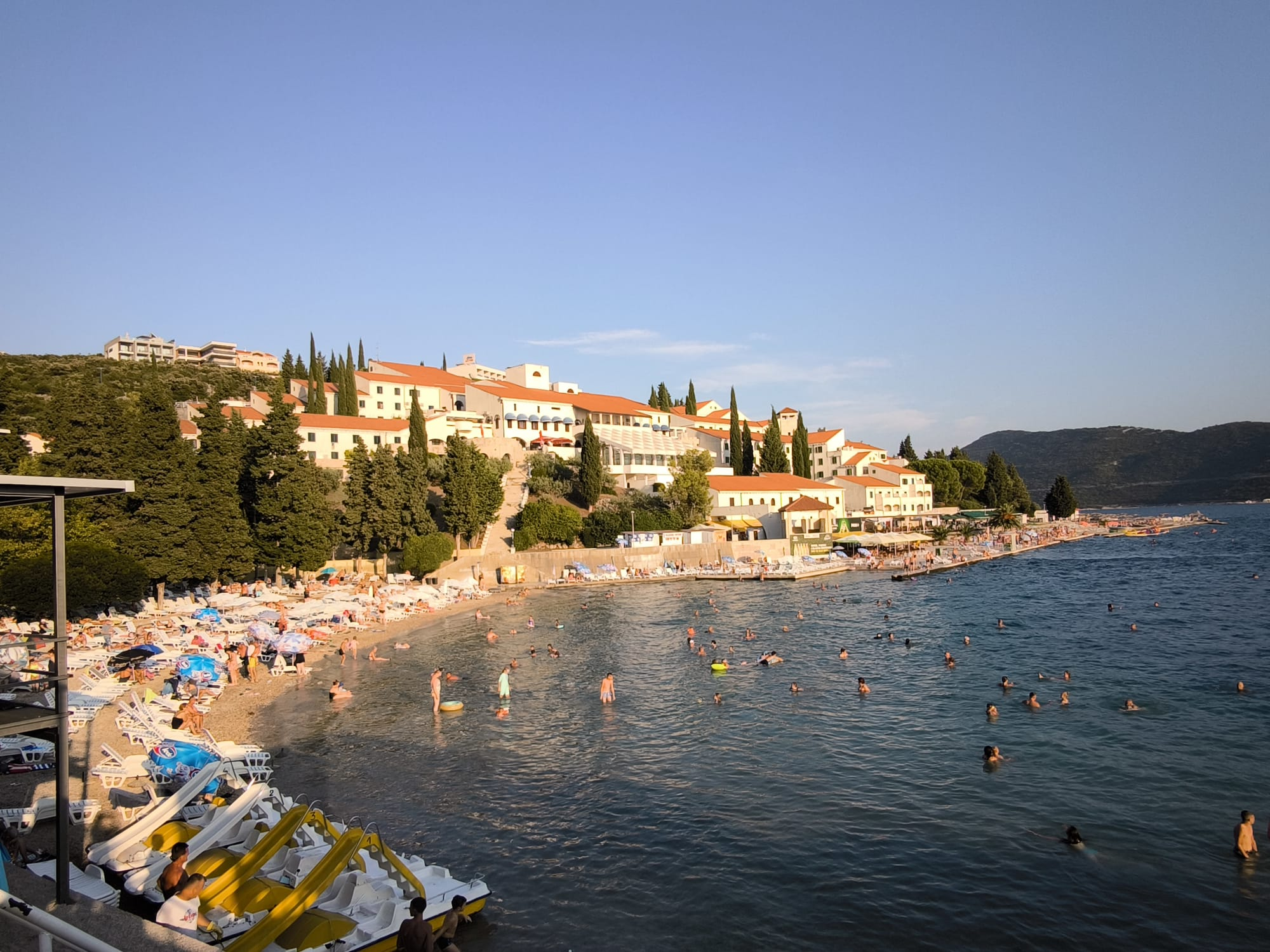
Der Zenit-Strand ("Plaža Zenit") im Herzen der Stadt.

Neum (serbisch-kyrillisch Неум [ˈnɛum]) bezeichnet einen Ort und die zugehörige Gemeinde mit knapp 5000 Einwohnern im Süden von Bosnien und Herzegowina. Der Neum-Korridor bildet den einzigen Zugang des Landes zum Mittelmeer.

## Geographie und Klima
Neum liegt an der Adria in einer kleinen, von der Halbinsel Pelješac geschützten Bucht. Der Ort hat die höchste durchschnittliche Jahrestemperatur in ganz Bosnien und Herzegowina. Er liegt in einer an ihrer schmalsten Stelle fünf Kilometer breiten Landzunge, die den südlichsten Teil Kroatiens um Dubrovnik und bis zur Grenze nach Montenegro vom übrigen Kroatien trennt.

## Politik
Politisch gehört die Gemeinde zum Kanton Herzegowina-Neretva der Föderation Bosnien und Herzegowina. Die überwiegende Mehrheit der Bevölkerung stellen die Kroaten. Laut der Volkszählung von 1991 lebten in der Gemeinde Neum 4325 Einwohner. Davon bezeichneten sich 90 % als Kroaten, 4,3 % als Serben und 3,7 % als Bosniaken; 2 % der Bevölkerung wurden unter „Andere“ aufgelistet. Zur Volkszählung 2013 war die Einwohnerzahl auf 4960 angestiegen.
Neben dem Hauptort Neum gehören zur Gemeinde noch die Orte Babin Do, Banja, Brestica, Broćanac, Brštanica, Cerovica, Crnoglav, Cerovo, Čukova Greda, Dašanica, Dobri Do, Dobrovo, Dračevica, Donji Drijen, Dubravice, Duži, Grabovice, Glumina, Gornje Hrasno, Gradac, Hotanj, Hutovo, Ilino Polje, Jazine, Kamenice, Kiševo, Kolojanj, Moševiči, Mramor, Nerađe-Podstjene, Opuće, Oskorušnica, Prapratnica, Praovice, Previš, Podkula, Rabrani, Radež, Radetići, Vinine, Vranjevo Selo, Zelenikovac und Žukovice.

## Geschichte
Auf dem Gebiet der Gemeinde Neum finden sich etliche Fundorte schon aus vorgeschichtlicher Zeit, allerdings ist die archäologische Forschung in diesem Gebiet noch mangelhaft. Aus der Zeit des mittelalterlichen bosnischen Königreichs findet sich eine große Anzahl an Stećci (Steingräber), vor allem im Hinterland.
Im Spätmittelalter war die Gegend um Neum Zankapfel zwischen der Republik Venedig und der Republik Ragusa. Mit dem Frieden von Karlowitz im Jahre 1699 wurde es Teil des Osmanischen Reichs, unter anderem, weil die Republik Ragusa eine weitere Stärkung Venedigs in der Region verhindern wollte und zu diesem Zweck den Osmanen als Puffer zum venetianischen Dalmatien zwei Landstreifen, unter anderem bei Neum, im Nordwesten des ragusischen Herrschaftsbereiches anbot. Die Osmanen erhielten hierdurch erstmals einen Zugang zur Adria.
Zur Zeit Napoléons blieb Neum zwar formell beim Osmanischen Reich, aber die Franzosen bauten eine Straße durch das Gebiet. Auch im Zeitalter der Österreichisch-Ungarischen Monarchie blieb Neum an Bosnien-Herzegowina angeschlossen. Im Jahre 1947 tauschte die damalige jugoslawische Teilrepublik Bosnien und Herzegowina einen kurzen Küstenstreifen bei Sutorina in der Bucht von Kotor mit der benachbarten Teilrepublik Montenegro gegen ein Gebiet in den Bergen aus. Dadurch wurde Neum zum einzigen bosnisch-herzegowinischen Zugang zum Meer. Seit 1992 ist Neum Bestandteil des Staates Bosnien und Herzegowina.

## Wirtschaft
Neum hat als einziger Ort in Bosnien und Herzegowina einen Zugang zum Meer. Deshalb hat es auch eine gewisse Bedeutung für den Sommertourismus. In den 1950er Jahren wurden die ersten Unterkünfte für Touristen gebaut, nach dem Bau der Adria-Magistrale 1965 ein Auto-Campingplatz. 1977 wurde das „Hotel Neum“ gebaut. Heute gibt es in Neum sechs Hotels und eine große Zahl von privaten Pensionen. Außer einheimischen Gästen überwiegen, wie auch sonst in kleineren Orten an der mittleren Adria, Touristen aus den Visegrád-Staaten, vor allem Polen, Tschechen und Slowaken, zum Teil kommen auch deutsche und österreichische Touristen.

## Verkehr
Der Hafen Neum ist der einzige Zugang für die Schifffahrt Bosnien-Herzegowinas zum Mittelmeer.
Aus der ungewöhnlichen Grenzziehung zwischen Bosnien-Herzegowina und Kroatien resultieren einige verkehrstechnische Herausforderungen.

### Neum-Korridor
Der Neum-Korridor stellt nach dem EU-Beitritt Kroatiens einen wesentlichen Verkehrsengpass dar. An dieser Stelle wird nicht nur ein Teil des zusammenhängenden kroatischen Territoriums, sondern auch die gemeinsame EU-Außengrenze in einem Abschnitt von weniger als 10 km unterbrochen. Im EU-Beitrittsvertrag Kroatiens wurden deshalb Ausnahmeregelungen zum Neum-Korridor etwa in sicherheitspolitischer oder zollrechtlicher Hinsicht getroffen (Schengener Abkommen).
Zur Lösung des Problems wurde 2007 mit den Bauarbeiten an der Pelješac-Brücke begonnen, mit der die beiden kroatischen Landesteile verbunden werden und das bosnisch-herzegowinische Staatsgebiet umgangen werden sollte. Im Jahr 2012 wurden die Bauarbeiten vorerst eingestellt und erst im Sommer 2018 wieder aufgenommen. Die Brücke wurde schließlich am 26. Juli 2022 eröffnet. Das Bauwerk kostete 525 Millionen Euro. Die Hauptleistung wurde von China Road and Bridge Corporation erbracht.

### Anbindung ans bosnisch-herzegowinische Straßennetz
Die Straßenverbindung mit dem Rest des bosnisch-herzegowinischen Staatsterritoriums erfolgt seit 2022 über die gut ausgebaute M-17.3, was vor allem die Absatzmöglichkeiten für Produkte aus Neum innerhalb des Landes stärkt, da LKW nun die 36,47 km lange Straße in Richtung Stolac befahren können. Die Schaffung einer leistungsfähigen Verbindung zwischen Neum und Stolac war seit den 1980er Jahren geplant. Im April 2018 wurde mit den Bauarbeiten begonnen. Die Eröffnung erfolgte im Juni 2022.